# Jalusa Barcellos
Jalusa Barcellos (Porto Alegre, 7 de agosto de 1952) é uma atriz, jornalista, escritora, apresentadora de TV e educadora brasileira.
Criou e dirigiu, durante 10 anos, as duas unidades da Escola de Artes Técnicas, Luis Carlos Ripper (em São Cristóvão) e Paulo Falcão (em Nova Iguaçu), onde desenvolveu uma metodologia inédita, intitulada "Universidade Popular Brasileira".

## Filmografia

### Televisão
| Ano  | Título                               | Personagem                      | Notas                                       |
| ---- | ------------------------------------ | ------------------------------- | ------------------------------------------- |
| 1979 | Carga Pesada                         | Isadora                         | Episódio: "Pogrom, Moralidade Se Conquista" |
| 1981 | Baila Comigo                         | Amiga de Sílvia                 | Participação Especial                       |
| 1983 | Caso Verdade                         | —                               | Episódio: "Os Filhos de Maria"              |
| 1984 | Corpo a Corpo                        | Funcionária de loja fotográfica | Participação Especial                       |
| 1985 | Eu Sou o Show                        | Apresentadora                   |                                             |
| 1991 | Meu Marido                           | Sílvia                          | [ 1 ]                                       |
| 1994 | Incrível, Fantástico, Extraordinário | Clara                           | Episódio: "Gêmeas"                          |
| 1995 | Você Decide                          | —                               | Episódio: "Perigo Ambulante"                |
| 1997 | Você Decide                          | —                               | Episódio: "Delicadeza"                      |
| 2002 | Coração de Estudante                 | Cerimonialista                  | Participação Especial                       |
| 2004 | Malhação 2004                        | Cliente do restaurante          | Participação Especial                       |
| 2004 | Linha Direta                         | Elda Serafini                   | Episódio: "O Crime do Sacopã"               |
| 2007 | Amigas & Rivais                      | Sônia Martins                   |                                             |
| 2008 | Chamas da Vida                       | Suzana Cavalcante Gomes         | Participação Especial                       |
| 2024 | Fuzuê                                | Juíza                           | Participação Especial                       |
| 2025 | Êta Mundo Melhor!                    | Mulher que Zulmira engana       | Participação Especial                       |

### Cinema
| Ano  | Título                  | Personagem  |
| ---- | ----------------------- | ----------- |
| 1984 | Amor Maldito            | Ângela      |
| 1982 | Ao Sul do Meu Corpo     | —           |
| 1982 | Luz del Fuego           | Maria Júlia |
| 1981 | Eles não Usam Black-tie | Enfermeira  |
| 1980 | Crônica à Beira do Rio  | —           |
| 1980 | Bububu no Bobobó        | —           |

## Teatro
- Strip-Tease em Alto Mar (1978)[8]
- Nadim Nadinha Contra o Rei de Fuleiró (1979)
- Ato Cultural (1980)
- O Último dos Nukupyrus(1980)
- A Volta por Cima (1981)
- Piaf, a vida de uma estrela da canção (1983)
- Seda Pura e Alfinetadas (1984)
- Os Filhos do Silêncio (1987)
- Trair e Coçar, É Só Começar! (1989)
- Brasileiras e Brasileiros (1989)
- O Bosque do Coração do Brasil (1992)
- O Beijo no Asfalto (2004)
- Circuncisão em Nova York (2022) [9]

## Livros
- CPC da UNE - Uma História de Paixão e Consciência (1994, Editora Ibac/MINC)
- Procópio Ferreira: O Mágico Da Expressão (1999, Funarte)
- Profetas do passado (2016, Editora Record)
- 'Bibi Ferreira, a saga de uma diva – Uma biografia (2022)